# Pseudoligosita platyoptera
Pseudoligosita platyoptera är en stekelart som först beskrevs av Lin 1994.  Pseudoligosita platyoptera ingår i släktet Pseudoligosita och familjen hårstrimsteklar. Inga underarter finns listade i Catalogue of Life.